# Tim Wellens
Tim Wellens (Sint-Truiden, 10 de mayo de 1991) es un ciclista belga, miembro del equipo UAE Team Emirates XRG. Es sobrino del también ciclista ya retirado Paul Wellens.

## Biografía
Después de estar los seis primeros meses del 2012 en el equipo amateur, Lotto-Belisol U-23, dio el salto en julio del mismo año al ciclismo de primer nivel con el Lotto Belisol. Tuvo una muy buena temporada en 2014 ya que terminó en segundo lugar en dos etapas del Giro de Italia y sorprendió al pelotón en el Eneco Tour, llevándose una etapa y al día siguiente la general por delante de grandes especialistas como Lars Boom y Tom Dumoulin; también tendría un muy buen cierre de temporada al terminar en cuarto lugar en el Giro de Lombardía.
En 2015 hizo su debut en el Tour de Francia, paso un poco desapercibido en la ronda gala pero unas semanas después revalidaría su título en el Eneco Tour, además de llevarse la penúltima etapa, en donde rodó en solitario en los últimos 25 kilómetros, consiguiendo de esta manera el maillot de líder que defendió hasta la última etapa, quedando por delante de Greg Van Avermaet y Wilco Kelderman, segundo y tercero respectivamente.
En 2016 logró su primera victoria en una de las Grandes Vueltas. Lo logró en el Giro de Italia al imponerse en solitario en la 6.ª etapa tras haber formado parte de la escapada del día. Dos años después repitió éxito en la prueba italiana, venciendo en la 4.ª etapa tras ser el más rápido en un esprint que picaba para arriba.
En el año 2020 participó por primera vez en su carrera en la Vuelta a España y se impuso en dos etapas tras ser el más rápido en grupos reducidos originados de la escapada de la jornada.

## Palmarés

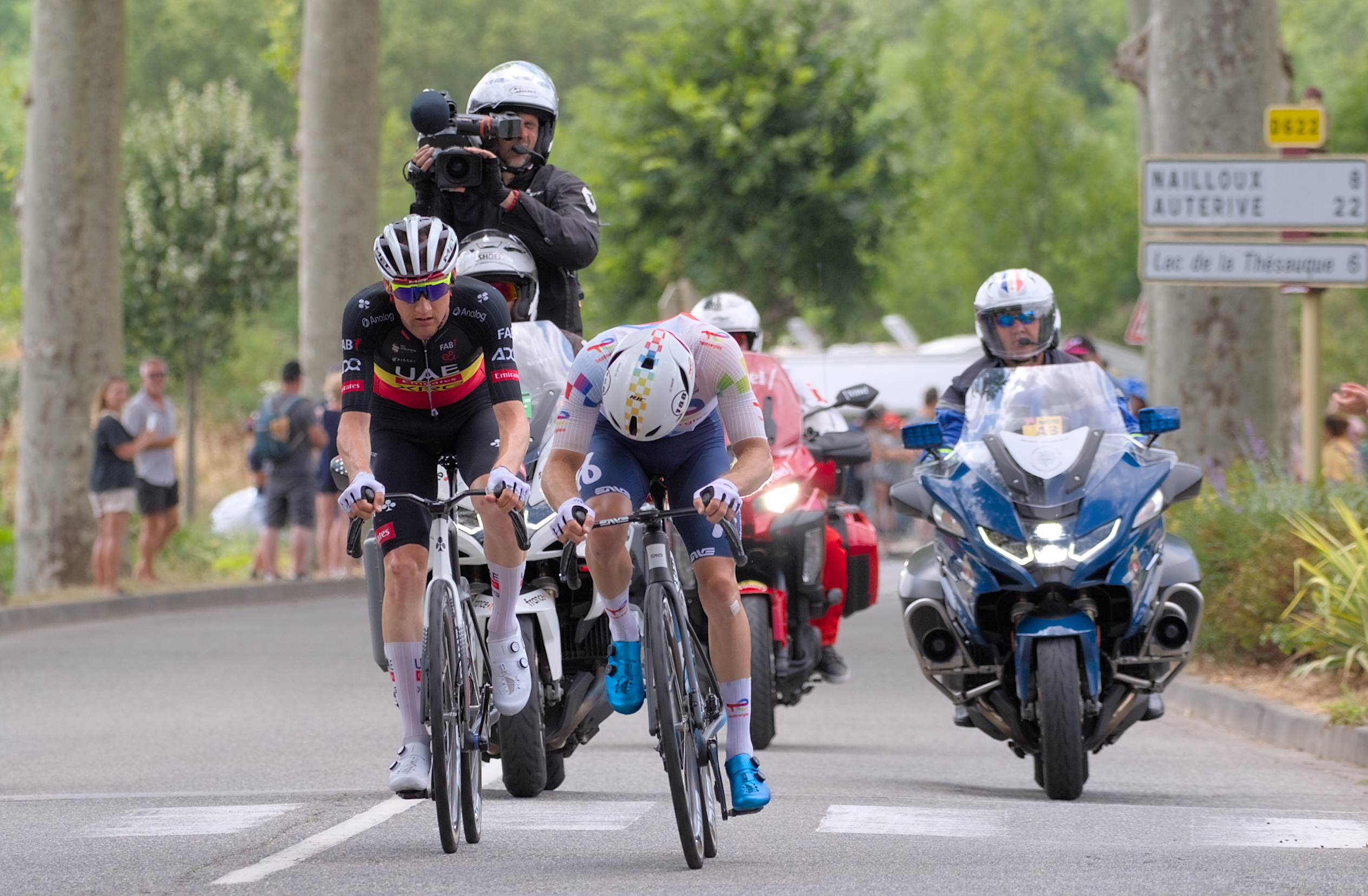
Wellens durante la 15.ª etapa del Tour de Francia 2025

| 2014 - 2.º en el Campeonato de Bélgica Contrarreloj - Eneco Tour, más 1 etapa 2015 - Eneco Tour, más 1 etapa - Gran Premio de Montreal 2016 - 1 etapa de la París-Niza - 1 etapa del Giro de Italia - 2.º en el Campeonato de Bélgica en Ruta - Tour de Polonia, más 1 etapa 2017 - 2 trofeos de la Challenge a Mallorca (Trofeo Serra de Tramuntana y Trofeo Andrach-Mirador des Colomer) - 1 etapa de la Vuelta a Andalucía - 1 etapa del BinckBank Tour - Gran Premio de Valonia - Tour de Guangxi, más 1 etapa 2018 - Trofeo Serra de Tramuntana - Vuelta a Andalucía, más 1 etapa - Flecha Brabanzona - 1 etapa del Giro de Italia - Tour de Valonia, más 1 etapa | 2019 - Trofeo Serra de Tramuntana - 2 etapas de la Vuelta a Andalucía - 1 etapa de la Vuelta a Bélgica - 1 etapa del BinckBank Tour 2020 - 2 etapas de la Vuelta a España 2021 - Estrella de Bessèges, más 1 etapa 2022 - Trofeo Serra de Tramuntana - 1 etapa del Tour de los Alpes Marítimos y de Var 2023 - 1 etapa de la Vuelta a Andalucía - Renewi Tour 2024 - Campeonato de Bélgica Contrarreloj - 1 etapa del Tour de Polonia - Renewi Tour 2025 - Campeonato de Bélgica en Ruta - 1 etapa del Tour de Francia |

## Resultados

### Grandes Vueltas
Durante su carrera deportiva ha conseguido los siguientes puestos en las Grandes Vueltas:
| Carrera | Carrera         | 2013 | 2014 | 2015  | 2016 | 2017 | 2018 | 2019 | 2020 | 2021 | 2022 | 2023 | 2024 | 2025 |
| ------- | --------------- | ---- | ---- | ----- | ---- | ---- | ---- | ---- | ---- | ---- | ---- | ---- | ---- | ---- |
|         | Giro de Italia  | —    | 54.º | —     | 96.º | —    | Ab.  | —    | —    | —    | —    | —    | —    | —    |
|         | Tour de Francia | —    | —    | 129.º | —    | Ab.  | —    | 94.º | —    | —    | Ab.  | —    | 80.º | 37.º |
|         | Vuelta a España | —    | —    | —     | —    | —    | —    | —    | 78.º | —    | —    | —    | —    | —    |

—: no participa

Ab.: abandono

### Clásicas, Campeonatos y JJ. OO.
| Carrera                 | Carrera                 | 2013          | 2014          | 2015          | 2016 | 2017          | 2018          | 2019          | 2020          | 2021 | 2022 | 2023 | 2024 | 2025  |
| ----------------------- | ----------------------- | ------------- | ------------- | ------------- | ---- | ------------- | ------------- | ------------- | ------------- | ---- | ---- | ---- | ---- | ----- |
| Omloop Het Nieuwsblad   | Omloop Het Nieuwsblad   | —             | —             | —             | —    | —             | 69.º          | 3.º           | 28.º          | 24.º | —    | 26.º | 12.º | 46.º  |
| Kuurne-Bruselas-Kuurne  | Kuurne-Bruselas-Kuurne  | —             | —             | —             | —    | —             | —             | —             | —             | 74.º | —    | 5.º  | 2.º  | 71.º  |
| Strade Bianche          | Strade Bianche          | —             | —             | —             | —    | 3.º           | —             | 10.º          | —             | 13.º | 8.º  | 13.º | 13.º | 3.º   |
|                         | Milán-San Remo          | —             | —             | 15.º          | —    | 18.º          | —             | —             | —             | 77.º | —    | 67.º | 56.º | 106.º |
| E3 Saxo Classic         | E3 Saxo Classic         | —             | —             | —             | —    | —             | —             | —             | X             | —    | —    | Ab.  | 4.º  | 8.º   |
| Gante-Wevelgem          | Gante-Wevelgem          | —             | —             | —             | —    | —             | —             | —             | —             | —    | —    | 61.º | —    | 37.º  |
| A Través de Flandes     | A Través de Flandes     | —             | —             | —             | —    | —             | —             | —             | X             | 39.º | 37.º | 42.º | 57.º | Ab.   |
|                         | Tour de Flandes         | —             | —             | —             | —    | —             | —             | —             | —             | 25.º | 43.º | Ab.  | 12.º | Ab.   |
|                         | París-Roubaix           | —             | —             | —             | —    | —             | —             | —             | —             | —    | —    | —    | 15.º | Ab.   |
| Flecha Brabanzona       | Flecha Brabanzona       | 19.º          | —             | —             | 38.º | 4.º           | 1.º           | 3.º           | 49.º          | —    | 9.º  | —    | 3.º  | —     |
| Amstel Gold Race        | Amstel Gold Race        | —             | 68.º          | 19.º          | 10.º | 42.º          | 6.º           | Ab.           | X             | 29.º | 20.º | —    | —    | Ab.   |
| Flecha Valona           | Flecha Valona           | 139.º         | 61.º          | 31.º          | 65.º | 18.º          | 7.º           | 17.º          | 21.º          | 36.º | 23.º | —    | —    | —     |
|                         | Lieja-Bastoña-Lieja     | Ab.           | 43.º          | 93.º          | 48.º | 35.º          | 16.º          | 11.º          | 33.º          | 24.º | 85.º | —    | —    | —     |
| Clásica San Sebastián   | Clásica San Sebastián   | 102.º         | 44.º          | 31.º          | 13.º | Ab.           | Ab.           | Ab.           | X             | —    | —    | —    | —    |       |
| Cyclassics Hamburg      | Cyclassics Hamburg      | 140.º         | —             | —             | —    | —             | —             | —             | X             | X    | 86.º | 82.º | 25.º |       |
| Bretagne Classic        | Bretagne Classic        | 115.º         | 6.º           | 110.º         | 96.º | 83.º          | 3.º           | 8.º           | —             | —    | —    | —    | —    |       |
| Gran Premio de Quebec   | Gran Premio de Quebec   | 51.º          | 108.º         | 120.º         | 14.º | 5.º           | 28.º          | 9.º           | X             | X    | —    | 35.º | 25.º |       |
| Gran Premio de Montreal | Gran Premio de Montreal | 20.º          | 24.º          | 1.º           | 43.º | 12.º          | 21.º          | 4.º           | X             | X    | —    | Ab.  | Ab.  |       |
| París-Tours             | París-Tours             | —             | —             | —             | —    | —             | —             | —             | —             | —    | —    | 39.º | —    |       |
|                         | Giro de Lombardía       | —             | 4.º           | 71.º          | Ab.  | 20.º          | 5.º           | 29.º          | Ab.           | 82.º | 58.º | —    | —    |       |
| JJ. OO. (Ruta)          | JJ. OO. (Ruta)          | No se disputó | No se disputó | No se disputó | Ab.  | No se disputó | No se disputó | No se disputó | No se disputó | —    | ND   | ND   | —    | ND    |
| JJ. OO. (CRI)           | JJ. OO. (CRI)           | No se disputó | No se disputó | No se disputó | 20.º | No se disputó | No se disputó | No se disputó | No se disputó | —    | ND   | ND   | —    | ND    |
| Mundial en Ruta         | Mundial en Ruta         | —             | Ab.           | —             | —    | 110.º         | 68.º          | 35.º          | 39.º          | —    | —    | —    | Ab.  |       |
| Bélgica en Ruta         | Bélgica en Ruta         | Ab.           | 59.º          | 34.º          | 2.º  | 8.º           | 21.º          | 78.º          | 46.º          | —    | 48.º | —    | —    | 1.º   |
| Bélgica Contrarreloj    | Bélgica Contrarreloj    | —             | 2.º           | 17.º          | —    | 7.º           | —             | 7.º           | —             | —    | —    | —    | 1.º  | —     |

—: No participa 

Ab.: Abandona 

X o ND: No se disputó

## Equipos
- Lotto (2012[6] -2022)
  - Lotto Belisol (2012-2014)
  - Lotto Soudal (2015-2022)
- UAE Team Emirates (2023-)
  - UAE Team Emirates (2023-2024)
  - UAE Team Emirates XRG (2025-)